# 라이브스트리밍
생방송 스트리밍 또는 라이브스트리밍(영어: livestreaming)은 스트리밍 기술을 응용해 DV 카메라 등을 사용하여 컴퓨터의 네트워크를 통해 전송하여 생방송으로 스트리밍을 하는 것을 말한다. 이러한 행위를 하는 자를 스트리머라고 한다. 주문형 비디오 및 유튜브 비디오와 같은 라이브가 아닌 미디어는 기술적으로 스트리밍이지만 라이브 스트리밍은 아니다. 생방송 스트리밍은 소셜 미디어에서 비디오 게임 (실황 플레이)에 이르기까지 다양한 주제를 포괄한다.
라이브스트리밍 서비스는 소셜 미디어, 비디오 게임, 프로 스포츠, 라이프캐스팅 등 다양한 주제를 포괄한다. 페이스북 라이브, 페리스코프, 콰이셔우, 더우위, 비리비리, 유튜브 및 17과 같은 플랫폼에는 예정된 프로모션 및 유명인 이벤트 스트리밍은 물론 화상 통화와 마찬가지로 사용자 간 스트리밍이 포함된다. 트위치와 같은 라이브스트리밍 사이트는 사람들이 e스포츠, 렛츠플레이 스타일 게임 또는 스피드런과 같은 비디오 게임을 시청하는 인기 있는 매체가 되었다. 스포츠 이벤트의 실시간 보도는 일반적인 응용 부문이다.
채팅방은 시청자가 방송사와 상호 작용하고 진행 중인 대화에 참여할 수 있도록 하는 라이브스트리밍의 핵심 기능이다. 이러한 방에는 추가 커뮤니케이션 도구로 이모티콘이 포함되는 경우가 많다.

## 소셜 미디어
소셜 미디어 분야에서 라이브 미디어라는 용어는 사람, 회사 및 조직 간에 공유되는 라이브 멀티미디어 네트워크를 만들기 위해 스트리밍 기술을 사용하는 새로운 미디어를 의미한다. 소셜 미디어 마케팅 담당자인 브라이언 크레이머는 라이브 스트리밍을 저렴한 "브랜드가 온라인 청중에게 다가가는 데 도움이 되는 핵심 마케팅 및 커뮤니케이션 도구"라고 설명한다. 사용자는 친구의 라이브 비디오 "공유"는 물론 특정 콘텐츠나 항목과 관련된 "공유"도 팔로우할 수 있다. 라이브 미디어는 인터넷 웹사이트나 애플리케이션을 통해 공유할 수 있다. 따라서 사람들이 특정 웹사이트를 탐색할 때 자신과 관련된 라이브 미디어 스트림을 찾을 수 있다.

## 비디오 게임
비디오 게임의 실시간 스트리밍 플레이는 2010년대에 인기를 얻었고 지금까지 성장 중이다.

## 같이 보기
- 라이브스트림 범죄(영어판)
- 라이브스트림 쇼핑(영어판)